# Julien Kapek
Julien Kapek (né le 12 janvier 1979 à Clamart) est un athlète français, spécialiste du triple saut. Il est affilié depuis 2004 à l'ES Nanterre. Il mesure 1,79 m pour 74 kg.
Son record est a 17.33 en 2006

## Carrière
Il a été finaliste aux jeux Olympiques d'Athènes avec 16,81 m (10e place).
En 2007, il est sélectionné en équipe de France aux Championnats du monde d'athlétisme 2007.
En 2010, il est suspendu pour une durée d'un an pour manquement aux obligations de localisation (3 contrôles hors compétition manqués en l'espace de 18 mois),.Palmarès
| Date | Compétition                    | Lieu     | Résultat | Marque  |
| ---- | ------------------------------ | -------- | -------- | ------- |
| 2002 | Championnats d’Europe          | Munich   | 7e       | 16,66 m |
| 2004 | Championnats du monde en salle | Budapest | 8e       | 16,50 m |
| 2009 | Jeux de la Francophonie        | Beyrouth | 3e       | 16,23 m |